# 东北水马齿
东北水马齿（学名：Callitriche palustris var. elegans）为水马齿科水马齿属下的一个变种。